# (7740) Petit
(7740) Petit ist ein Asteroid des inneren Hauptgürtels, der am 6. September 1983 vom US-amerikanischen Astronomen Edward L. G. Bowell an der Anderson Mesa Station (IAU-Code 688) des Lowell-Observatoriums in Coconino County entdeckt wurde.
Der Asteroid wurde am 28. Juli 1999 nach dem französischen Astronomen Jean-Marc Petit (* 1961) benannt, der unter anderem die Kollisionsentwicklung des Asteroidengürtels untersuchte.
Der Himmelskörper gehört der Vesta-Familie an, einer großen Gruppe von Asteroiden, benannt nach (4) Vesta, dem zweitgrößten Asteroiden und drittgrößten Himmelskörper des Hauptgürtels.